# Rico Rönnbäck
Rickard Nils Gösta Rönnbäck, känd som Rico Rönnbäck, född 18 juli 1946 i Sankt Görans församling i Stockholm, är en svensk skådespelare.

## Utbildning och arbetsliv
Rönnbäck utbildade sig först till byggnadsingenjör. Han bytte emellertid karriär och studerade vid Statens scenskola i Stockholm 1974-1977. Han engagerades 1977-1978 vid Göteborgs Stadsteater, Skånska Teatern och 1978-1982 vid Dramaten. 
År 1993 bildade han Stiftelsen Shakespeare '91, som bland annat drev utbildningsverksamhet för kriminellt belastade ungdomar inom ramen för Fryshuset men även för elever vid andra skolor i Sverige. Han medverkade 2007 som en fiktiv version av sig själv i tv-serien Hej rymden!.

## Filmografi
- 1976 – Långt borta och nära
- 1980 – Räkan från Maxim
- 1981 – Operation Leo
- 1983 – Skuggan av Mart
- 1983 – Mannen från Mallorca
- 1983 – Supernova
- 1984 – Pengarna gör mannen
- 1986 – Femte generationen (TV-serie)
- 1986 – Amorosa
- 1987 – Varuhuset (TV-serie)
- 1989 – Sounds of Silence
- 1991 – 1628 (TV-serie)
- 1999 – Skilda världar (TV-serie)
- 2009 – Prinsessan Lillifee (röst)
- 2010 – Himlen är oskyldigt blå
- 2010 – Berättelsen om Narnia: Kung Caspian och skeppet Gryningen (röst)
- 2010 – Trassel (röst)
- 2010 – Sammys äventyr – den hemliga vägen (röst)
- 2010 – Nanny McPhee och den magiska skrällen (röst)
- 2010 – Kommissarien och havet - Ett liv utan lögner (TV-serie)
- 2012 – En plats i solen
- 2016 – Maria Wern - Dit ingen når (TV-serie)
- 2016 – Vårdgården (TV-serie)
- 2018 – Helt perfekt (TV-serie)
- 2018 – Svartsjön (TV-serie)
- 2019 – Dumbo (röst)

## Teater

### Roller (ej komplett)
| År   | Roll               | Produktion                                                       | Regi                       | Teater          |
| ---- | ------------------ | ---------------------------------------------------------------- | -------------------------- | --------------- |
| 1976 | Toni               | Gruffet i Chiozza Carlo Goldoni                                  | Rudolf Penka               | Katarinateatern |
| 1979 | Ivanov En arbetare | Kollontaj Agneta Pleijel                                         | Alf Sjöberg                | Dramaten        |
| 1983 |                    | The Boys in the Band Mart Crowley                                | Börje Ahlstedt             | Folkan          |
| 1985 | Kajafas            | Jesus Christ Superstar Andrew Lloyd-Webber och Tim Rice          | Julie Arenal               | Göta Lejon      |
| 1986 | Carrasco           | Mannen från La Mancha Mitch Leigh, Dale Wasserman och Joe Darion | Folke Abenius Mary Bettini | Oscarsteatern   |
| 1989 | Cliff Bradshaw     | Cabaret John Kander, Fred Ebb och Joe Masteroff                  | Georg Malvius              | Oscarsteatern   |